# Miklós Gaál
Miklós Gaál (Celldömölk, Mađarska, 13. svibnja 1981.) mađarski umirovljeni nogometaš.
Igra na poziciji lijevog braniča. Karijeru je započeo u mađarskom Keszthely F.C., a nakon toga igrao za Szombathelyi Haladás, Pécsi MFC, Újpest FC, Zalaegerszegi FC, te portugalski Marítimo. Nakon toga, tijekom ljeta 2006., dolazi na probu u splitski Hajduk Split. Iskazao se brzim prodorima po lijevoj strani i vrlo zanimljivom frizurom. Potpisao je 3-godišnji ugovor, a doveden je kao možebitna zamjena Mirku Hrgoviću. Pored odličnog reprezentativca BiH nije se naigrao, a u ono prilika što je dobio nije puno pokazao, te u ožujku 2007. nakon uspješne probe u Amkaru iz Perma, raskida ugovor i odlazi u Rusiju.
Dosad je zabilježio preko 40 utakmica u mađarskom prvenstvu, te 9 u hrvatskom. Za mađarsku reprezentaciju nije igrao.
Statistika u Hajduku
| Natjecanje        | Nastupi | Zgoditci |
| ----------------- | ------- | -------- |
| Prvenstvo         | 9       | 0        |
| Kup               | 3       | 0        |
| Superkup          | 0       | 0        |
| Međunarodne       | 0       | 0        |
| Splitski podsavez | 0       | 0        |
| Ukupno            | 12      | 0        |
| Prijateljske      | 7       | 0        |
| Sveukupno         | 19      | 0        |

## Vanjske poveznice
- Gaál Miklós - magyarfutball.hu